# Domaine militaire de Maurice
Maurice ne possède pas de force militaire permanente. L'ordre et la sécurité du pays sont entretenus par une force de 10 000 membres, sous les ordres du Commissaire de Police (anglais: Commissioner of Police). La police nationale est constituée de 8 000 policiers qui assurent la paix civile. La Force Spéciale Mobile (anglais: Special Mobile Force (SMF)) (1 400 membres) et les garde-côtiers (500 membres) forment les deux seules forces paramilitaires de l'île.

## Détail
La SMF tient un rôle similaire à un corps d'infanterie et intervient souvent dans des missions de travaux civils. 
Les garde-côtiers ont à leur disposition[Quand ?] quatre patrouilleurs pour des missions de secours et pour la surveillance des eaux territoriales. Le MCGS Barracuda (en) (74 m de long, 1 350 t.) construit en Inde admis en service le 12 mars 2015 est, fin 2016, le navire amiral de la flottille.
Un escadron d'hélicoptères composé de 100 membres est aussi disponible pour les missions de secours. Il existe aussi une unité spéciale anti-émeute composée de 270 membres.

## L'appui international
Des conseillers militaires britanniques et indiens travaillent de près avec la SMF, les garde-côtiers et l'unité d'hélicoptères policiers. De plus, les officiers de la police mauricienne sont formés au Royaume-Uni, en Inde et en France. Les États-Unis, quant à eux, forment les garde-côtes dans des domaines tels que le contrôle de la loi maritime et les opérations de sauvetage.

## Statistiques
Force Militaire: Police Nationale (la SMF, et les garde-côtes inclus)

## Galerie

Insigne de la marine mauricienne
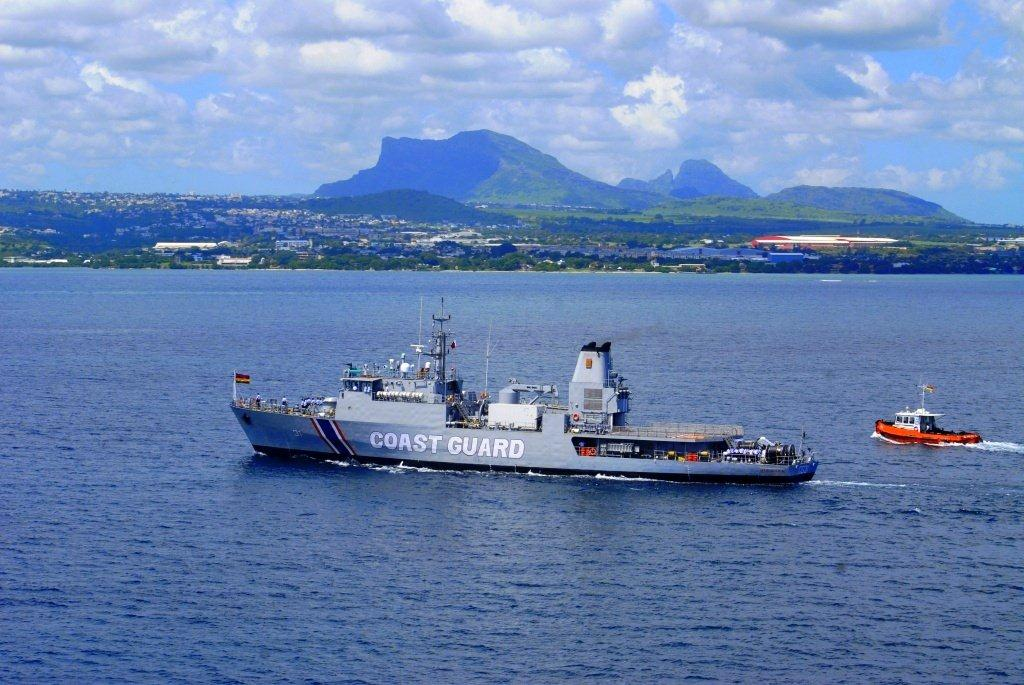
Le MCGS Barracuda, le précédent vaisseau amiral de la garde côtière de Maurice (2020).

Nombre d'individus disponibles pour l'armée : 
Hommes âgés entre 15 et 49 ans : 340 050 (2002)
Nombre d'individus parés pour le service militaire :
Hommes âgés entre 15 et 49 ans : 171 239 (2002).
Dépense militaire:
$9,1 millions (2001).
Dépense militaire en fonction du produit intérieur brut:
0,2 %